# Неферкаре
Неферкаре — імовірний давньоєгипетський фараон з III династії. Дотепер єгиптологи сперечаються щодо його існування.